# Chukwu
Chukwu é o ser supremo da religião ibo. No panteão ibo, Chukwu é a fonte de todas as outras divindades ibos, e é responsável por atribuir-lhes as suas diferentes tarefas. Os ibos acredita que todas as coisas vêm de Chukwu, que traz as chuvas necessárias para que as plantas cresçam e controlem tudo na terra e no mundo espiritual. Eles acreditam que Chukwu é uma divindade infinitamente poderosa, indefinível, suprema, que abrange tudo no espaço e no espaço em si.
Estudos lingüísticos sugerem que o nome "Chukwu" ou "Chukouuee" é um portmanteau das palavras ibo "Chi" ("ser espiritual") e "Ukwu" ("grande em tamanho").

## Concepção de Chukwu
De acordo com os ibos da região sudeste da Nigéria, Chineke é o criador do mundo e há tudo de bom nele, juntamente com a chuva, árvores e outras plantas. Chukwu é um Deus supremo representado pelo sol. O Deus antigo não é humanizado na crença da tradição ibo. Como as divindades ibos Amadioha e Ikenga são masculinas, Chukwu é assumido como macho.
Muitos cristãos ibos se referem ao Deus cristão como Chukwu também. Os ibos acreditam que é impossível para os seres humanos conceber o poder ilimitado de Chukwu. Muitos dialetos ibos se referem a Deus por nomes como "Chukwu", "Chiokike", ou "Obasi."
Há cinco aspectos de Chukwu:
1. Chukwu - A primeira força e existência de todos os seres.
2. Anyanwu - Significado simbólico do sol. O sol revela tudo assim Chukwu é a fonte do conhecimento e o autor de todo o conhecimento.
3. Agbala - A fertilidade da Terra, seu povo e seu mundo espiritual cheio de sub-deidades.
4. Chi - Uma sub-deidade funcionando como um guia pessoal e espiritual.
5. Okike - Criador de leis que governam o visível e o invisível.[3]